# Fauler See (Berlin-Weißensee)
Der Faule See ist ein natürlich entstandenes Gewässer im Berliner Bezirk Pankow und Namensgeber für den umliegenden Volkspark sowie das umgebende Naturschutzgebiet.

## Beschreibung

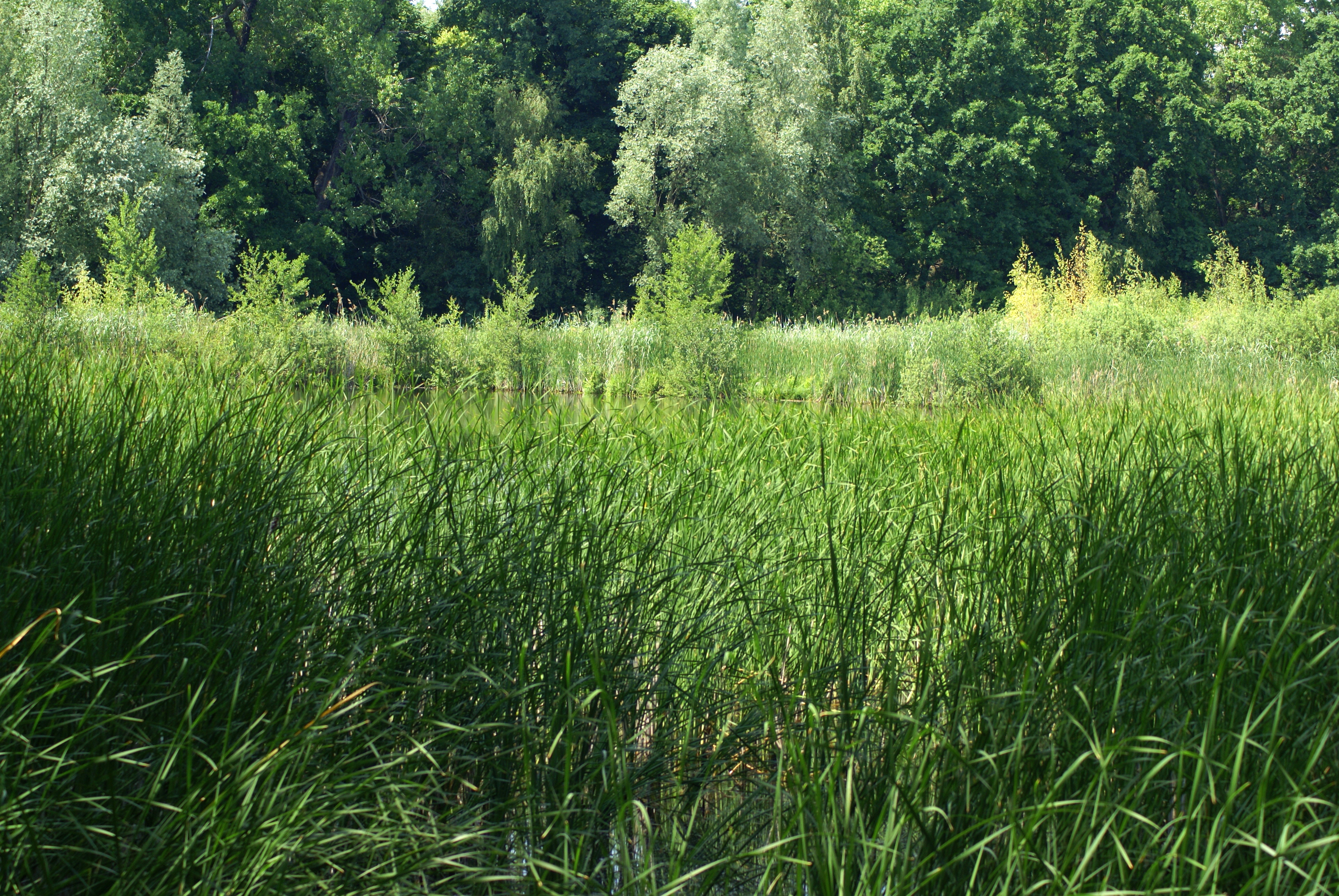
Ein Schilfgürtel umgibt das Ufer des Faulen Sees

Der See liegt im Ortsteil Weißensee an der Grenze zum Bezirk Lichtenberg, mitten im gleichnamigen Volkspark und  Naturschutzgebiet (NSG) „Fauler See“. Dieses Naturschutzgebiet, das 1933 gesichert wurde, hat eine Gesamtfläche von 24,2 Hektar und ist rundherum eingefriedet. Der namensgebende See nimmt davon etwa 3,6 Hektar ein, dazu kommen weitere Feuchtwiesen, aber auch Wanderwege und Kinderspielplätze. Der See selbst ist ein Toteissee ohne einen natürlichen Zulauf. Heute enden Regenwasserabläufe im Faulen See, die relativ unsauberes Wasser zuführen. Um das Verlanden des Sees zu verhindern, wird in regelmäßigen Abständen Schilf entfernt und Schlamm ausgebaggert. Ein Grabensystem ist mit der Panke verbunden und bildet einen teilweisen Abfluss. Der Flurabstand des Grundwassers im Bereich des Parks am Faulen See liegt bei 20–30 Meter in einem gespannten Hauptgrundwasserleiter.
Der See beherbergt unter anderem Teichhühner, Stockenten, Krickenten sowie Singvögel. Insgesamt sind bei Beobachtungen in den 1980er Jahren rund 40 Brutvogelarten gezählt worden.